# صفحه عنوان

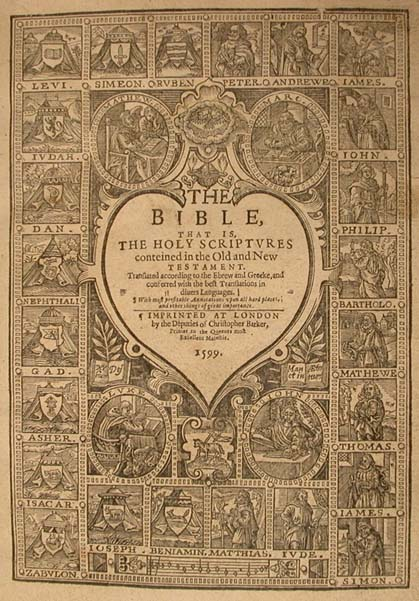
حکاکی روی چوب صفحه عنوان "۱۵۹۹" کتاب مقدس (در واقع چاپ ۱۶۳۳).

صفحه عنوان (انگلیسی: Title page) صفحه‌ای از یک کتاب، پایان‌نامه یا یک اثر نوشتاری دیگر است که در نزدیکی یا در مقابل جلد قرار می‌گیرد و کار آن نمایش عنوان اثر است. صفحه عنوان صفحه سمت راست [در کتابهای فرنگی؛ سمت چپ کتابهای فارسی] از کتاب که اطلاعات کاملی دربارهٔ پدیدآور، ناشر و عنوان کامل دربردارد.
صفحه عنوان در کتاب‌های فارسی و عربی دست چپ قرار می‌گیرد و در کتاب‌های فرنگی در سمت راست. این صفحه معمولاً دومین صفحه کتاب است و شامل عنوان کامل، عنوان فرعی، نام نویسنده به‌طور کامل با درج درجه و مقام علمی او، نوبت ویرایش، نام و لوگوی ناشر و گاهی نشانی و تاریخ نشر است. پشت صفحه عنوان معمولاً اطلاعات شناسنامه‌ای کتاب می‌آید شامل مشخصات ویرایش‌های دیگر، نام چاپخانه و نشانی، نام صحاف، جزئیات مربوط به کاغذ و حروفی که در چاپ کتاب به کار رفته، دارنده حق مؤلف و در مورد کتاب‌های آمریکایی، شامل شماره سفارش برگه کتابخانه کنگره. یا اطلاعات مربوط به فهرستنویسی پیش از انتشار است. اگر در کتابی مشخصات فوق روی بیش از یک صفحه آمده باشد، صفحه‌ای که حاوی اطلاعات کامل تر است، صفحه عنوان به حساب می‌آید.